# José Contreras (football)
Ne doit pas être confondu avec José Contreras.
José David Contreras Verna, plus connu sous le nom José Contreras (né le 20 octobre 1994 à San Fernando de Apure au Venezuela), est un footballeur international vénézuélien. Il joue au poste de gardien de but pour le Barcelona SC.

## Biographie
Il joue son premier match en équipe du Venezuela le 2 février 2016, en amical contre le Costa Rica (victoire 1-0).
Le 27 juin 2018, il est prêté au club de Châteauroux pour une saison avec une option d'achat de 400 000 €.

## Statistiques

### En sélection nationale
| Saison                | Sélection             | Phases finales          | Phases finales | Phases finales | Éliminatoires CDM | Éliminatoires CDM | Matchs amicaux | Matchs amicaux | Total | Total |
| Saison                | Sélection             | Compétition             | M              | B              | M                 | B                 | M              | B              | M     | B     |
| --------------------- | --------------------- | ----------------------- | -------------- | -------------- | ----------------- | ----------------- | -------------- | -------------- | ----- | ----- |
| 2013-2014             | Venezuela             | -                       | -              | -              | -                 | -                 | 0              | 0              | 0     | 0     |
| 2015-2016             | Venezuela             | Copa América Centenario | 0              | 0              | 1                 | 0                 | 2              | 0              | 3     | 0     |
| 2016-2017             | Venezuela             | -                       | -              | -              | 0                 | 0                 | 2              | 0              | 2     | 0     |
| 2017-2018             | Venezuela             | -                       | -              | -              | 0                 | 0                 | 1              | 0              | 1     | 0     |
| 2023-2024             | Venezuela             | Copa América 2024       | 0              | 0              | -                 | -                 | 0              | 0              | 0     | 0     |
| Total sur la carrière | Total sur la carrière | Total sur la carrière   | 0              | 0              | 1                 | 0                 | 5              | 0              | 6     | 0     |

## Palmarès
- Champion du Venezuela en 2015 avec le Deportivo Táchira